# Ода, Минору
Минору Ода (яп. 小田 稔 Ода Минору, 24 февраля 1923 — 1 марта 2001) — японский учёный, физик-астроном, астрофизик, один из основателей космических исследований в Японии, сыграл ключевую роль в развитии японской космической программы, один из основателей рентгеновской астрономии в мировой науке, «отец» рентгеновской астрономии в Японии. Разработанные его группой космические обсерватории (Хакутё, Tenma, Ginga, ASCA) вывели Японию в лидеры космических исследований в этой области.

## Биография
Минору Ода родился 24 февраля 1923 года в городе Саппоро (губернаторства Хоккайдо). Отец был учёным-медиком, так же, как и дед по материнской линии из Тайваня. 22 октября 1924 года в семье родился брат Сигэру Ода, который впоследствии стал известным юристом, судьёй Международного суда ООН с 1976 по 2003 годы, награждённым в 2012 году Орденом Культуры. В 1934 году Минору Ода переезжает на Тайвань вслед за отцом, который работал профессором в Тайбэйском императорском университете (яп. 台北帝国大学). В Тайбэе Минору Ода учится в школе. В 1944 году Минору Ода окончил учёбу на Факультете естественных наук (яп. 理学部) в Осакском императорском университете. В 1946 года Минору Ода работал помощником (яп. 助手 (教育)) в Осакском императорском университете. В университете наставниками молодого Минору Ода на кафедре физики были известные учёные Сэйси Кикути и Юдзуру Ватасэ (яп. 渡瀬譲). Сначала основным научным направлением Минору Ода избрал экспериментальную физику, а затем занялся радиоастрономией, физикой космических лучей и рентгеновской астрономией. С 1950 года работал доцентом на Факультете науки и технологий (яп. 理工学部) в Осакском городском университете (яп. 大阪市立大学). С 1953 года проводил исследования под руководством Бруно Росси в Массачусетском технологическом институте. В 1956 году Минору Ода возвращается в Японию и начинает работать в качестве доцента Института ядерных исследований в Токийском университете, а в декабре этого же года получает степень доктора наук (яп. 理学博士) в Университете Осаки. С 1963 года работал приглашённым профессором в Массачусетском технологическом институте. В 1966 года становится профессором и руководителем проекта в Институте космических исследований и аэронавтики (яп. 宇宙航空研究所 (ISAS)) в Токийском университете (с 1981 года Институт подчиняется Министерству образования, культуры, спорта, науки и технологий). В начале 1980-х годов был консультантом по науке Министерства образования, культуры, спорта, науки и технологий. С 1984 года — генеральный директор Космического научного института (яп. 宇宙科学研究所長). С января 1988 года вышел на пенсию. С апреля 1988 по сентябрь 1993 год — президент (яп. 理事長) RIKEN. C апреля 1994 года по март 1996 года — директор вновь созданного недалеко от Осаки Международного института перспективных исследований (яп. 国際高等研究所) (по другим источникам, с 1994 года до конца жизни — президент (яп. 学長) Токийского университета информатики (яп. 東京情報大学)). Минору Ода был удостоен множества наград за свои научные достижения. В его честь назван пояс астероидов. Умер Минору Ода 1 марта 2001 года в Токио от сердечной недостаточности. День его смерти совпал с днём, когда вошёл в плотные слои атмосферы последний из созданных под его руководством космических спутников (ASCA).

### Семья
Минору Ода был женат и имел двоих детей. Жену звали Томоэ Ода (англ. Tomoe Oda). Оба из детей стали учёными. Дочь Рэйко (англ. Reiko) работает во Франции.

## Признание и награды
- Мемориальная премия Нисины[яп.] (1966)
- Toray Science and Technology Prize (1970)
- Премия Японской академии наук (1975)
- Премия Асахи (1980)
- Премия Марселя Гроссмана (1992)
- Орден Культуры (1993)